# Slittino ai XII Giochi olimpici invernali
Alle olimpiadi invernali del 1976 di Innsbruck (Austria), vennero assegnati tre titoli olimpici nello slittino.

## Podi

### Uomini
| Evento                      | Oro                                 | Tempo    | Argento                                        | Tempo    | Bronzo                                | Tempo    |
| Singolo maschile (dettagli) | Detlef Günther                      | 3'27"668 | Josef Fendt                                    | 3'28"196 | Hans Rinn                             | 3'28"574 |
| Doppio maschile (dettagli)  | Germania Est Hans Rinn Norbert Hahn | 1'25"604 | Germania Ovest Hans Brandner Balthasar Schwarm | 1'25"889 | Austria Rudolf Schmid Franz Schachner | 1'25"919 |

### Donne
| Evento                       | Oro             | Tempo    | Argento     | Tempo    | Bronzo               | Tempo    |
| Singolo femminile (dettagli) | Margit Schumann | 2'50"621 | Ute Rührold | 2'50"846 | Elisabeth Demleitner | 2'51"056 |

## Medagliere
| Posizione | Paese          |   |   |   | Totale |
| --------- | -------------- | - | - | - | ------ |
| 1         | Germania Est   | 3 | 1 | 1 | 5      |
| 2         | Germania Ovest | 0 | 2 | 1 | 3      |
| 3         | Austria        | 0 | 0 | 1 | 1      |
| Totale    | Totale         | 3 | 3 | 3 | 9      |